# Vernon (Florida)
Vernon è una città degli Stati Uniti d'America, situata in Florida, nella Contea di Washington.